# 上溝站 (秋田縣)
上溝站（日语：／ Uwamizo eki */?）是位於秋田縣平鹿郡大森町上溝（現時：橫手市大森町上溝），羽後交通橫莊線的鐵路車站（廢站）。

## 歷史
設置此站是為了吸引乘客使用此鐵路。廢除的經過不詳。
- 1931年（昭和6年）8月21日：橫莊鐵道羽後大森站至八澤木站之間新設此站

。當時只有客運業務。
- 1944年（昭和19年）6月1日：公司改名為羽後鐵道。此線的名稱定為橫莊線。使此站成為羽後鐵道橫莊線車站[2][3][6]。
- 1947年（昭和22年）7月23日：當區發生暴雨，使路基和橋腳被損，橫莊線整段暫停營業，此站也暫停營業[4][7]。
- 1948年（昭和23年）11月8日：館合站至老方站之間重開，此站重開[4][7]。
- 1952年（昭和27年）2月15日：公司改名為羽後交通。使此站成為羽後交通橫莊線車站[2][3][4][6]。
- 1964年（昭和39年）以前：車站廢除[注 1]。

## 車站構造
截至廢站前，此站是地面車站，設有1面1線的單式月台。月台是在路軌的北邊（老方方向的列車會開啟右邊車門）。此站沒有轉轍器，不可進行列車交會。
此站是無人車站，沒有站舍。月台中央部分設有候車室。

## 車站周邊
車站周邊都是稻田。
- 秋田縣道29號橫手大森大內線（日语：秋田県道29号横手大森大内線） - 路軌遺址變成該道路。

## 相鄰車站
羽後交通
橫莊線
羽後大森－上溝－八澤木

## 注腳

## 相關項目
- 日本鐵路車站列表 U